# Renato Brunetta

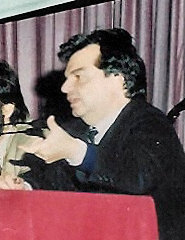
Renato Brunetta (2009)

Renato Brunetta (n. 26 mai 1950, Veneția, Italia) este un om politic italian, membru al Parlamentului European în perioada 1999-2004 din partea Italiei.
1. ↑  storia.camera.it, accesat în 2 aprilie 2022
2. ↑  Ministri e Sottosegretari | www.governo.it (în italiană), accesat în 17 august 2021
3. ↑   http://www.camera.it/leg18/29?tipoAttivita=&tipoVisAtt=&tipoPersona=&shadow_deputato=302875&idLegislatura=18 Lipsește sau este vid: |title= (ajutor)
4. ↑   http://www.camera.it/leg17/29?shadow_deputato=302875&idLegislatura=17 Lipsește sau este vid: |title= (ajutor)
5. 1 2  Deputații în Parlamentul European